# James Crumley
James Arthur Crumley (Three Rivers, 12 ottobre 1939 – Missoula, 17 settembre 2008) è stato uno scrittore statunitense, considerato il più importante autore di romanzi hard boiled degli anni settanta e ottanta.

## Biografia
Si diploma alla high school a pieni voti e, per qualche tempo, accarezza l'idea di una carriera sportiva nel football americano. Poi si iscrive al Georgia Institute of Technology, intenzionato a entrare nella CIA, ma lo lascia per arruolarsi nell'esercito americano dal 1958 al 1961.
Al ritorno dal servizio militare si iscrive al Texas College of Arts and Industries, ma si trasferisce ben presto all'Università dell'Iowa, dove trova insegnanti come il poeta Richard Hugo e il romanziere Richard Yates: alla base del suo primo romanzo, pubblicato nel 1969 con il titolo Uno per battere il passo (One to Count Cadence), c'è proprio la sua stessa tesi di laurea.
Crumley è l'autore di L'ultimo vero bacio (The Last Good Kiss, 1978), considerato dalla critica uno tra i migliori romanzi hard boiled nella storia del giallo e da cui il regista Walter Hill aveva progettato di trarre un film, che non venne mai realizzato e del quale lo stesso Crumley aveva scritto la sceneggiatura.
Oltre a numerosi racconti e romanzi, che hanno goduto di notevole successo di critica e pubblico, Crumley ha scritto molte sceneggiature e testi teatrali, in gran parte rimasti inediti. Nel 1995 scrive la prima sceneggiatura di Dredd - La legge sono io, tratto dall'omonimo fumetto e affidato al regista Danny Cannon. Ma la produzione, dopo una lunga serie di modifiche, finisce per affidare la versione definitiva a William Wisher Jr. e Steven E. de Souza.
Crumley ha insegnato per lungo tempo scrittura creativa all'Università del Texas di El Paso.
Pare che a lui sia ispirata la figura del detective Crumley, personaggio di una trilogia a sfondo hard boiled di Ray Bradbury, anche se lo stesso Bradbury ha sempre sostenuto trattarsi di una coincidenza. Affezionato frequentatore di un saloon di Missoula chiamato Charlie's Bar, Crumley ha spesso tratto ispirazione per i suoi personaggi dalla singolare clientela del locale.
Nel 1994 lo scrittore ha vinto il Premio Hammett con il romanzo L'anatra messicana, mentre nel 2002 ha vinto il Silver Dagger Award con il romanzo La terra della menzogna (The Final Country).
Muore nel 2008 dopo una serie di gravi problemi di salute, che ne avevano alla lunga minato la pur forte fibra. Crumley si è sposato cinque volte.
Tutte le sue opere sono in corso di pubblicazione italiana, con nuove traduzioni, per Einaudi Stile Libero.

## Opere

### Romanzi conMilton Chester Milodragovitch
- 1975 - Il caso sbagliato (The Wrong Case), traduzione di Marcello Jatosti, Giallo Mondadori n. 2428; nuova traduzione integrale di Luca Conti, 2008, Einaudi Stile Libero (ISBN 978-88-06-19225-9)
- 1983 - Dalla parte sbagliata (Dancing Bear), traduzione di Annamaria Biavasco, Interno Giallo; ristampa: Giallo Mondadori n. 2492; nuova traduzione integrale di Luca Conti, 2010, col titolo La cattiva strada, Einaudi Stile Libero (ISBN 978-88-06-19224-2)
- 2001 - La terra della menzogna (The Final Country), traduzione di Luca Conti, Einaudi Stile Libero (ISBN 978-88-06-16014-2)

### Romanzi e racconti conC.W. Sughrue
- 1978 - L'ultimo vero bacio (The Last Good Kiss), traduzione di Edoardo Erba, Giallo Mondadori n. 1712 e Classico del Giallo n. 755; nuova traduzione integrale di Luca Conti, Einaudi Stile Libero (ISBN 978-88-06-17200-8)
- 1993 - L'anatra messicana (The Mexican Tree Duck), traduzione di Carlo Oliva, Baldini Castoldi Dalai (ISBN 978-88-85989-86-3); ristampa: Giallo Mondadori n. 2615 (Hammett Prize 1994)
- 1999 - La scrofa messicana (The Mexican Pig Bandit), traduzione di Sergio Altieri, racconto apparso nell'antologia "The Dark Side", Einaudi (ISBN 978-88-06-18320-2)
- 2005 - Una vera follia (The Right Madness), traduzione di Luca Conti, Einaudi Stile Libero (ISBN 978-88-06-17935-9)

### Romanzi conMilodragovitcheSughrue
- 1996 - Il confine dell'inganno (Bordersnakes), traduzione di Sergio Altieri, I Blues, Arnoldo Mondadori Editore

### Altri romanzi
- 1969 - Uno per battere il passo (One to Count Cadence), traduzione di Fabrizio Pomioli, Esedra (ISBN 978-88-86413-30-5)

### Racconti, raccolte di racconti, articoli e sceneggiature
- 1987 - Pigeon Shoot (sceneggiatura)
- 1988 - Whores (raccolta di racconti)
- 1991 - Muddy Fork and Other Things (racconti, saggi e articoli)
- 1996 - Sorgenti calde (Hot Springs), traduzione di Silvestro Pontani, compreso in Black Kiss - 16 storie gialle (Murder for Love), Giallo Mondadori
- 2003 - Ostaggi (Hostages), traduzione di Alfredo Colitto, compreso in Gli occhi della paura, Piemme (ISBN 978-88-384-5452-3)

## Filmografia
- 2006 - The Far Side of Jericho - sceneggiatura